# Сила (Вашингтон)
Сила (енгл. Selah) град је у америчкој савезној држави Вашингтон. По попису становништва из 2010. у њему је живело 7.147 становника. То је сјеверно од града Јакима и дио је њеног градског подручја. Број становника града било је 8.153 на попису 2020. године.

## Историја
Име Сила потиче од аутохтоне ријечи која значи "мирна вода" или "глатка вода".
Сила је инкорпориран као град 17. марта 1919. године. Задруга за прераду јабука Три Топ (основана 1960. године) има своје сједиште и два погона за прераду у Сили. У 2004. години, племе Јакама купило је стару фабрику за сок Кси-Кантри, која је радила до 2010. године. Тренутно, објекат је у власништву и управља Sun-Rype, амерички огранак највећег дистрибутера сокова и воћа у западној Канади. Наставља да производи сок од јабуке и друга пића. Поред тога, велики број воћарских компанија има складишта тамо, због близине воћњака у оближњој долини Венас и приступа регионалним жељезничким и путним системима за испоруку на тржишта. Силаи долина Венас све више служе као "град-спаваоница" већег града Јакима на југу. Због оближњих воћњака и постројења за прераду сокова, Сила се често назива "престолницом свијета сока од јабуке".
Сваког викенда током Дана сећања, огранак Националног друштва Аудубон у држави Вашингтон одржава камп око 22 миља сјеверно од Силе у резервату за птице Хезел Вулф у горњој долини Венас у близини Венаса, Вашингтон. Горња долина такође држи језеро Венас, резервоар за наводњавање. Венас Крик тече из резервоара кроз пољопривредне доње долине Венас. Ово је место где је пронађен мамут Венас Крик. Поток је притока ријеке Јакима. 
У јулу 2020. године, град је био предмет приче New York Times која је испитивала реакцију малог града на ненасилне протесте о расној неједнакости која је забиљежила анегдотске доказе о неуједначеном спровођењу закона и правила према обојеним људима.

## Географија
Према подацима Бироа за попис становништва Сједињених Америчких Држава, град има укупну површину од 4,52 квадратних миља (11,71 km2), од чега је 4,44 квадратних миља (11,50 km2) земљиште и 0,08 квадратних миља (0,21 km2) је вода.

### Клима
Овај регион доживљава врућа и сува љета, без просјечних мјесечних температура изнад 71.6 ° Ф.  Према систему Кепеновој класификацији климе, Сила има топлу љетњу медитеранску климу, скраћено "Csb" на климатским картама.
| Клима Сила (Вашингтон) (1991–2020 нормално, екстремно 1998–данас) | Клима Сила (Вашингтон) (1991–2020 нормално, екстремно 1998–данас) | Клима Сила (Вашингтон) (1991–2020 нормално, екстремно 1998–данас) | Клима Сила (Вашингтон) (1991–2020 нормално, екстремно 1998–данас) | Клима Сила (Вашингтон) (1991–2020 нормално, екстремно 1998–данас) | Клима Сила (Вашингтон) (1991–2020 нормално, екстремно 1998–данас) | Клима Сила (Вашингтон) (1991–2020 нормално, екстремно 1998–данас) | Клима Сила (Вашингтон) (1991–2020 нормално, екстремно 1998–данас) | Клима Сила (Вашингтон) (1991–2020 нормално, екстремно 1998–данас) | Клима Сила (Вашингтон) (1991–2020 нормално, екстремно 1998–данас) | Клима Сила (Вашингтон) (1991–2020 нормално, екстремно 1998–данас) | Клима Сила (Вашингтон) (1991–2020 нормално, екстремно 1998–данас) | Клима Сила (Вашингтон) (1991–2020 нормално, екстремно 1998–данас) | Клима Сила (Вашингтон) (1991–2020 нормално, екстремно 1998–данас) |
| Показатељ \ Месец                                                 | .Јан.                                                             | .Феб.                                                             | .Мар.                                                             | .Апр.                                                             | .Мај.                                                             | .Јун.                                                             | .Јул.                                                             | .Авг.                                                             | .Сеп.                                                             | .Окт.                                                             | .Нов.                                                             | .Дец.                                                             | .Год.                                                             |
| ----------------------------------------------------------------- | ----------------------------------------------------------------- | ----------------------------------------------------------------- | ----------------------------------------------------------------- | ----------------------------------------------------------------- | ----------------------------------------------------------------- | ----------------------------------------------------------------- | ----------------------------------------------------------------- | ----------------------------------------------------------------- | ----------------------------------------------------------------- | ----------------------------------------------------------------- | ----------------------------------------------------------------- | ----------------------------------------------------------------- | ----------------------------------------------------------------- |
| Апсолутни максимум, °C (°F)                                       | 17 (62)                                                           | 19 (66)                                                           | 26 (79)                                                           | 31 (87)                                                           | 37 (99)                                                           | 41 (105)                                                          | 43 (109)                                                          | 40 (104)                                                          | 38 (101)                                                          | 31 (88)                                                           | 21 (70)                                                           | 16 (61)                                                           | 43 (109)                                                          |
| Средњи максимум, °C (°F)                                          | 11,9 (53,5)                                                       | 14,8 (58,7)                                                       | 20,6 (69,0)                                                       | 25,9 (78,6)                                                       | 31,7 (89,0)                                                       | 35,4 (95,7)                                                       | 38,7 (101,6)                                                      | 38,1 (100,5)                                                      | 33,6 (92,4)                                                       | 25,7 (78,2)                                                       | 18,1 (64,5)                                                       | 11,6 (52,9)                                                       | 39,2 (102,6)                                                      |
| Максимум, °C (°F)                                                 | 3 (37,4)                                                          | 7,4 (45,4)                                                        | 12,3 (54,2)                                                       | 16,9 (62,4)                                                       | 22,1 (71,8)                                                       | 25,8 (78,5)                                                       | 31 (87,8)                                                         | 30,7 (87,2)                                                       | 25,6 (78,0)                                                       | 17,5 (63,5)                                                       | 8,8 (47,8)                                                        | 2,5 (36,5)                                                        | 16,9 (62,5)                                                       |
| Просек, °C (°F)                                                   | −1,4 (29,5)                                                       | 1,4 (34,5)                                                        | 5,2 (41,3)                                                        | 9 (48,2)                                                          | 14 (57,2)                                                         | 17,5 (63,5)                                                       | 21,6 (70,9)                                                       | 20,9 (69,7)                                                       | 16,1 (61,0)                                                       | 9,4 (48,9)                                                        | 2,8 (37,1)                                                        | −1,8 (28,8)                                                       | 9,6 (49,2)                                                        |
| Минимум, °C (°F)                                                  | −5,8 (21,6)                                                       | −4,6 (23,7)                                                       | −2 (28,4)                                                         | 1,2 (34,1)                                                        | 5,9 (42,7)                                                        | 9,1 (48,4)                                                        | 12,2 (54,0)                                                       | 11,3 (52,3)                                                       | 6,7 (44,0)                                                        | 1,3 (34,4)                                                        | −3,1 (26,4)                                                       | −6,1 (21,1)                                                       | 2,2 (35,9)                                                        |
| Средњи минимум, °C (°F)                                           | −13,4 (7,8)                                                       | −11,3 (11,7)                                                      | −7,4 (18,6)                                                       | −5,1 (22,9)                                                       | −1,8 (28,7)                                                       | 2,7 (36,9)                                                        | 6,4 (43,6)                                                        | 5,7 (42,3)                                                        | 0,5 (32,9)                                                        | −5,4 (22,3)                                                       | −10,2 (13,7)                                                      | −13,3 (8,0)                                                       | −17 (1,4)                                                         |
| Апсолутни минимум, °C (°F)                                        | −26 (−14)                                                         | −21 (−5)                                                          | −15 (5)                                                           | −8 (18)                                                           | −7 (20)                                                           | 1 (33)                                                            | 3 (37)                                                            | −2 (29)                                                           | −4 (25)                                                           | −15 (5)                                                           | −21 (−6)                                                          | −22 (−7)                                                          | −26 (−14)                                                         |
| Количина падавинаmm (in)                                          | 27,2 (1,07)                                                       | 18,3 (0,72)                                                       | 17,3 (0,68)                                                       | 16,5 (0,65)                                                       | 21,6 (0,85)                                                       | 19,8 (0,78)                                                       | 5,8 (0,23)                                                        | 4,1 (0,16)                                                        | 7,1 (0,28)                                                        | 18,5 (0,73)                                                       | 23,4 (0,92)                                                       | 34,5 (1,36)                                                       | 214,1 (8,43)                                                      |
| Дани са падавинама (≥ 0.01 in)                                    | 9,5                                                               | 7,4                                                               | 7,3                                                               | 5,9                                                               | 7,8                                                               | 5,5                                                               | 2,1                                                               | 2,4                                                               | 3,1                                                               | 7,5                                                               | 9,9                                                               | 11,5                                                              | 79,9                                                              |
| Извор: NOAA                                                       |                                                                   |                                                                   |                                                                   |                                                                   |                                                                   |                                                                   |                                                                   |                                                                   |                                                                   |                                                                   |                                                                   |                                                                   |                                                                   |

## Демографија

### Попис 2010.
Према попису становништва из 2010. у граду је живело 7.147 становника, што је 837 (13,3%) становника више него 2000. године.Густина насељености била је 1.609,7 становника по квадратној миљи (621,5 / km2). Било је 2.759 стамбених јединица са просечном густином од 621,4 по квадратној миљи (239,9 / km2). Расни састав града био је 85,8% бијелаца, 0,5% Афроамериканаца, 1,3% Индијанаца, 0,7% Азијата, 0,2% становника Пацифичких острва, 8,4% из других раса и 3,1% из двије или више раса. Хиспаноамериканци или Латиноамериканци било које расе били су 16,4% становништва.
Било је 2.658 домаћинстава и 1.861 породица, од којих је 42,6% имало децу млађу од 18 година која су живела са њима, 47,2% су били брачни парови који живе заједно, 17,2% је имало женског домаћина без мужа, 5,6% је имало мушког домаћина без супруге, а 30,0% су биле не-породице. 24 ,0 % свих домаћинстава чинили су појединци, а 8,6% је имало некога ко је живио сам и имао 65 година или старији. Просјечна величина домаћинства била је 2,64, а просјечна величина породице 3,12. 
Средња старост у граду била је 31,5 година. 29,6 % становника било је млађе од 18 година; 9 ,5 % је било у доби од 18 до 24 године; 27,9 % је било од 25 до 44; 22,8 % је било од 45 до 64; и 10.1% су били 65 година или старији. Родни састав града био је 48,2% мушкараца и 51,8% жена.

### Попис 2000.
Од пописа из 2000. године, у граду је живјело 5.314 људи, 2.269 домаћинстава и 1.688 породица. Густина насељености била је 1.444,2 људи по квадратној миљи (557,5 / km2). Било је 2,408 стамбених јединица у просјечној густини од 551.1 по квадратној миљи (212.8 / km2). Расни састав града био је 88,42% бијелаца, 0,60% Афроамериканаца, 1,22% Индијанаца, 0,82% Азијата,0,08% Пацифичког острвљанина, 6,40% из других раса и 2,46% из двије или више раса. Хиспаноамериканци или Латиноамериканци било које расе били су 11,05% становништва.
Било је 2.269 домаћинстава, од којих је 44,3% имало дјецу млађу од 18 година која живе са њима, 54,4% су били брачни парови који живе заједно, 14,5% је имало женског домаћина без мужа, а 25,6% су биле не-породице. 21,7 % свих домаћинстава чинили су појединци, а 8,0% је имало некога ко је живио сам и имао је 65 година или старији. Просјечна величина домаћинства била је 2,72, а просјечна величина породице 3,16. 
У граду, старосна расподела становништва показује 31,7% млађих од 18 година, 9,3% од 18 до 24 године, 31,6% од 25 до 44 године, 18,7% од 45 до 64 године и 8,7% старијих од 65 година. Средња старост била је 31 година. На сваких 100 жена, било је 96,1 мушкараца. На сваких 100 жена старијих од 18 година, било је 92,5 мушкараца.
Средњи приход за домаћинство у граду био је 42,386 долара, а средњи приход за породицу био је 49,477 долара. Мушкарци су имали средњи приход од $ 39,241 у односу на $ 28,067 за жене. Приход по глави становника за град износио је 18.595 долара. Око 9,0% породица и 10,4% становништва било је испод границе сиромаштва, укључујући 13,4% оних млађих од 18 година и 5,1% оних старијих од 65 година. 

#### Сумарум
| Група             | 2000.         | 2010.         |
| Белци             | 5.339 (84,6%) | 5.682 (79,5%) |
| Афроамериканци    | 38 (0,6%)     | 37 (0,5%)     |
| Азијати           | 52 (0,8%)     | 48 (0,7%)     |
| Хиспаноамериканци | 697 (11,0%)   | 1.172 (16,4%) |
| Укупно            | 6.310         | 7.147         |